# Teorema di Lindström
Nella logica matematica, il teorema di Lindström afferma che la logica del primo ordine è la logica più forte (a patto che soddisfi determinate condizioni, come la chiusura sotto la negazione classica).
La logica del primo ordine soddisfa infatti sia il teorema di compattezza che il teorema debole di Löwenheim-Skolem.
La forza di due sistemi di logica formale è definita tramite la teoria dei modelli: si dice che {\displaystyle \alpha } e {\displaystyle \beta } hanno la stessa forza se ogni classe elementare della logica {\displaystyle \beta } è una classe elementare della logica {\displaystyle \alpha }.
Il teorema di Lindström prende nome del logico svedese Per Lindström, che lo pubblicò nel 1969. ed è forse il risultato più noto di quella che in seguito divenne la teoria dei modelli astratti,  la cui nozione di base è quella di logica astratta.
Il teorema di Lindström è stato esteso a vari altri sistemi di logica, in particolare alla logica modale di Johan van Benthem e Sebastian Enqvist.